# Бекмурзаев, Устархан Залимханович
Устархан Залимханович Бекмурзаев род. (30 сентября 1993; Россия, Ростовская область, Хуторской — хутор Зимовниковского района) — российский видеоблогер на видеохостинге YouTube, рекордсмен России, установив мировой рекорд по прыжкам сальто. Паркурист и тиктокер сервиса TikTok. Более известен под псевдонимом «Moscow Spider».

## Биография

### Детство и юность
Устархан родился 30 сентября 1993 г.р. в России, Зимовниковского района ростовской области.
Учился в школе № 7, окончив 9 классов.
Отучился в лицее № 84 с 2012-2015 год по специальности сварщик.
С детства занимался паркуром.

## Творческая деятельность

### YouTube
Открыл свой YouTube канал под названием Moscow Spider 24 апреля 2020 года. На данный момент на канале около 4-х миллионов подписчиков. Общее количество просмотров канала 2 МЛРД.

### Tik-Tok
Открыт свой Тик-Ток аккаунт под названием @moscow_spider в 2019 году. На данный момент на нём 9,6 млн подписчиков.

## Книга рекордов
- Сальто через 11 человек (Мировой рекорд, 2021)[2][3][7]